# Iotomia
Iotomia är ett släkte av skalbaggar. Iotomia ingår i familjen vivlar.
Kladogram enligt Catalogue of Life:
| Iotomia | \| \| Iotomia balteella \| \| \| \| \| \| Iotomia convexicollis \| \| \| \| \| \| Iotomia thoracica \| \| \| \| |
|         | \| \| Iotomia balteella \| \| \| \| \| \| Iotomia convexicollis \| \| \| \| \| \| Iotomia thoracica \| \| \| \| |
|         | Iotomia balteella                                                                                               |
|         | |
|         | Iotomia convexicollis                                                                                           |
|         | |
|         | Iotomia thoracica                                                                                               |
|         | |